# Vódnaya Balka (Razdolnenskoye, Kushchóvskaya, Krasnodar)
Vódnaya Balka (del ruso: Водяная Балка) es un jútor del raión de Kushchóvskaya del krai de Krasnodar, en Rusia. Está situado en las llanuras de Kubán-Priazov, junto al límite con el óblast de Rostov, a orillas de un pequeño arroyo tributario por la izquierda del Elbuzd, afluente del Kagalnik, 22 km al norte de Kushchóvskaya y 201 km al norte de Krasnodar, la capital del krai. La localidad está dividida administrativamente con el municipio Krasnoselskoye -Vódnaya Balka (Krasnoselskoye). Tenía 214 habitantes en 2010
Pertenece al municipio Razdolnenskoye.

## Transporte
Por la localidad pasa la carretera federal M4 Don Moscú-Novorosíisk.